# Distretto di Lobata
Il distretto di Lobata  è un distretto di São Tomé e Príncipe situato sull'isola di São Tomé.

## Società

### Evoluzione demografica
- 1940 9.240 (15,2% della popolazione nazionale)
- 1950 8.190 (13,6% della popolazione nazionale)
- 1960 7.875 (12,3% della popolazione nazionale)
- 1970 9.361 (12,7% della popolazione nazionale)
- 1981 11.776 (12,2% della popolazione nazionale)
- 1991 14.173 (12,1% della popolazione nazionale)
- 2001 15.187 (11,0% della popolazione nazionale)